# Mestre das Horas de Rohan
O Mestre de Rohan (ou O Mestre das Grandes Horas de Rohan) foi um iluminador anônimo francês que criou a obra As Horas de Rohan na primeira metade do século XV. Ele provavelmente trabalhou nas cidades de Troyes, Paris e Anjou. Provavelmente trabalhou nas oficinas do Mestre de Boucicaut e do Mestre de Bedford. Acredita-se que o Mestre de Rohan possuía uma grande oficina que trabalhava para a Casa de Anjou.

## As Horas de Rohan

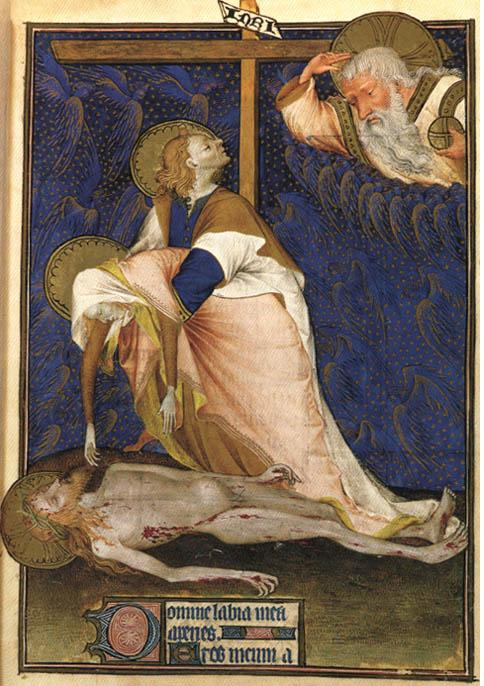
As Horas do Mestre de Rohan, na Biblioteca Nacional da França.

As Horas de Rohan é um livro de horas com iluminuras pintado entre 1430 e 1435 no estilo gótico. Está guardado hoje na Biblioteca Nacional da França. Foi provavelmente encomendado por Iolanda de Aragão, filha de João I de Aragão, viúva de Luís II, Duque de Anjou, como um presente para seu sobrinho Carlos, Delfim de França, futuro Carlos V de França.
É possível também que o livro tenha sido criado para a Casa de Rohan, visto que o brasão da família aparece em várias páginas da obra.
As imagens do livro de horas são muito expressivas, algo incomum para a França na época, o que leva alguns estudiosos a concluir que o Mestre de Rohan pode ter se originado da Holanda, Alemanha, Provença ou Catalunha.